# Boštjan Poklukar
Boštjan Poklukar (ur. 27 stycznia 1971 w Jesenicach) – słoweński polityk, urzędnik i wojskowy, w latach 2018–2020 minister spraw wewnętrznych.

## Życiorys
Absolwent studiów z zarządzania publicznego. Uczestniczył w wojnie o niepodległość Słowenii w 1991, w wojsku dosłużył się rangi višji štabni vodnik (stopień podoficerski). Wyróżniony m.in. brązowym odznaczeniem Medalja generala Maistra i srebrnym medalem Medalja Slovenske vojske. Od 1991 był etatowym pracownikiem ministerstwa obrony. W 2015 zatrudniono go w krajowej administracji ds. obrony cywilnej i ratownictwa, zaś od 2017 kierował centrum informacyjnym w Kranju. Jest autorem książki Delam protokol, zajął się również działalnością jako wykładowca.
W 2018 kandydował do Zgromadzenia Państwowego z Listy Marjana Šarca. 13 września 2018 został ministrem spraw wewnętrznych w rządzie Marjana Šarca. Zakończył pełnienie funkcji 13 marca 2020 po upadku gabinetu. Związał się później z ugrupowaniem Ruch Wolności. W 2022 objął stanowisko dyrektora administracji do spraw dziedzictwa wojskowego. W lutym 2023 powołany na ministra spraw wewnętrznych w gabinecie Roberta Goloba.